# Kornowac (gmina)
Kornowac (do 1954 gmina Pogrzebień) – gmina wiejska w Polsce położona w województwie śląskim, w powiecie raciborskim. W latach 1975–1998 gmina administracyjnie należała do województwa katowickiego.
Siedziba gminy to Kornowac.
Według danych z 30 czerwca 2004 gminę zamieszkiwało 4707 osób. Natomiast według danych z 31 grudnia 2017 roku gminę zamieszkiwało 5157 osób.

## Geografia

### Położenie
Gmina jest położona na wschód od Raciborza, w trójkącie trzech dużych miast: Rybnika, Raciborza i Wodzisławia Śląskiego, a odległości nie przekraczają 15 kilometrów. Leży na Wyżynie Śląskiej w zachodniej części Płaskowyżu Rybnickiego. Występuje duże urozmaicenie terenu, a różnice wysokości przekraczają miejscami 100 metrów. Niewielki fragment gminy, najbardziej wysunięty na południe – wchodzi w skład Kotliny Raciborskiej, będącej częścią Niziny Śląskiej.

### Środowisko przyrodnicze
Gmina Kornowac jest najczystszą gminą w województwie śląskim. Znajduje się częściowo w otulinie parku krajobrazowego Cysterskie Kompozycje Krajobrazowe. Na jej terenie istnieje zespół przyrodniczo-krajobrazowy „Bociek”.

### Struktura powierzchni
Według danych z roku 2002 gmina Kornowac ma obszar 26,3 km², w tym:
- użytki rolne: 81%
- użytki leśne: 10%

Gmina stanowi 4,83% powierzchni powiatu.

### Struktura demograficzna

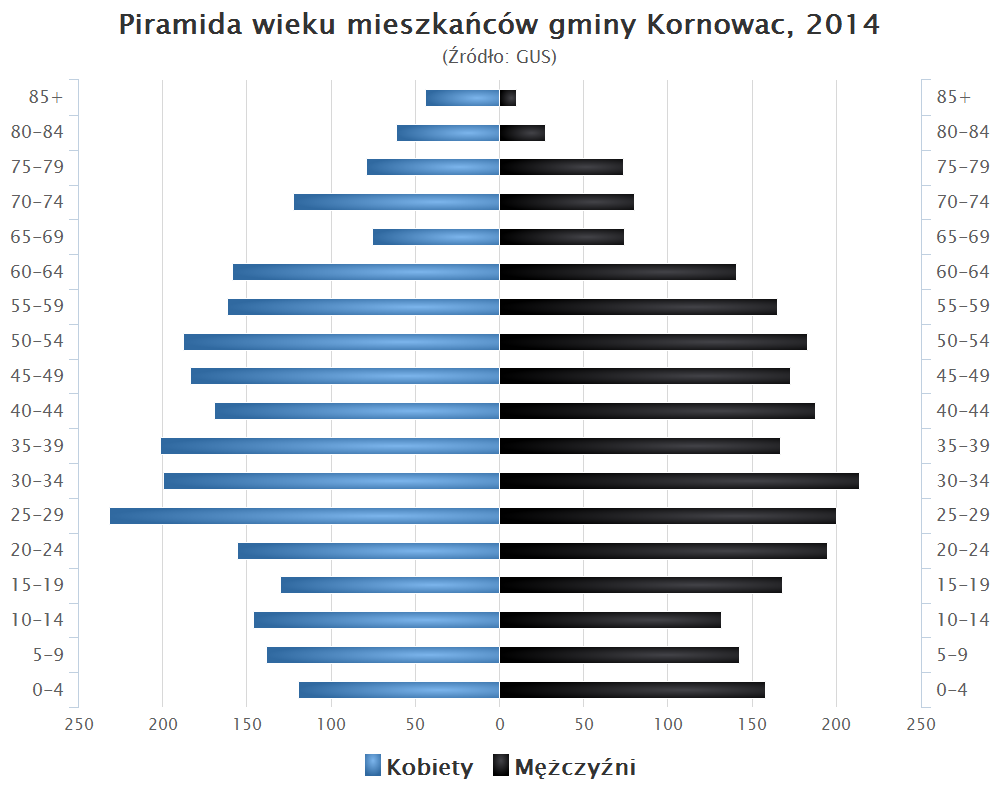
Piramida wieku mieszkańców gminy Kornowac w 2014 roku

Dane z 30 czerwca 2004:
| Opis                              | Ogółem | Ogółem | Kobiety | Kobiety | Mężczyźni | Mężczyźni |
| --------------------------------- | ------ | ------ | ------- | ------- | --------- | --------- |
| jednostka                         | osób   | %      | osób    | %       | osób      | %         |
| populacja                         | 4707   | 100    | 2393    | 50,8    | 2314      | 49,2      |
| gęstość zaludnienia (mieszk./km²) | 179    | 179    | 91      | 91      | 88        | 88        |

## Sołectwa
- Kobyla
- Kornowac
- Łańce
- Pogrzebień
- Rzuchów

## Transport

### Drogi
Przez gminę przebiegają następujące drogi wojewódzkie:
- 923 Racibórz (Markowice) - Raszczyce - Żytna - Nowa Wieś - Dzimierz - Pstrążna - Rzuchów
- 933 Chrzanów (DK79) - Oświęcim (DK44) - Brzeszcze - Pszczyna (DK1) - Jastrzębie-Zdrój - Wodzisław Śląski (DK78) - Pszów - Rzuchów
- 935 Racibórz (Stara Wieś) (DK45) - Kornowac - Rzuchów - Rydułtowy - Rybnik (DK78) - Żory (A1, DK81) - Pszczyna (DK1)

Przez gminę Kornowac przejeżdża 7 dróg powiatowych, o łącznej długości na terenie gminy wynoszącej 14,9 km.
| Numer drogi | Przebieg odcinka drogi | Długość drogi w (m) |
| ----------- | --- | ------------------- |
| 3512S       | Racibórz (Brzezie) (ul. Brzeska) - Lubomia (ul. Graniczna, ul. A. Asnyka) - Syrynia (ul. Raciborska) - Rogów (ul. Raciborska, ul.) - Bełsznica (ul. Raciborska) - Gorzyce (ul. Raciborska) DK78 | 525                 |
| 3538S       | Łańce (ul. Długa) - Pstrążna (ul. Gustawa Morcinka) | 1 122               |
| 3540S       | Racibórz (Brzezie) (ul. Dębnicza) - Kobyla (ul. Główna, ul. Wolności) - Łańce (ul. Wolności) | 5 293               |
| 3541S       | Kobyla (ul. Wojska Polskiego) - Kornowac | 1 597               |
| 3543S       | Racibórz (Wzgórze Bismarcka) (ul. Pogrzebieńska) - Pogrzebień (ul. Brzezka, ul. Pamiątki) - Kornowac                                                                                            | 819                 |
| 3544S       | Pogrzebień (ul. Lubowska) - Lubomia (ul. Pogrzebieńska) | 3 239               |
| 3545S       | Rzuchów (ul. Lęgów) - Lubomia (ul. Kolonia, ul. Potoki, ul. A. Mickiewicza, ul. Korfantego) | 2 366               |
|             | | 14 961              |

## Sąsiednie gminy
Lubomia, Lyski, Pszów, Racibórz, Rydułtowy